# Tiago Gil Oliveira
Tiago Gil Oliveira (Guimarães, 1984 ou 1985) é médico, neurorradiologista e investigador português, reconhecido pelo seu trabalho na investigação da doença de Alzheimer. Atualmente, é professor associado na Escola de Medicina da Universidade do Minho, neurorradiologista no Hospital de Braga e investigador principal no Instituto de Investigação em Ciências da Vida e da Saúde (ICVS).

## Formação Académica
Tiago Gil Oliveira formou-se em Medicina pela Universidade do Minho, tendo posteriormente realizado doutoramento em parceria com a Universidade de Columbia, nos Estados Unidos. Durante a sua a carreira académica, tem-se dedicado à investigação na área das neurociências, com especial enfoque na neurodegeneração associada à doença do Alzheimer.

## Percurso Profissional
No seu percurso profissional foi professor associado (docente universitário) em 2022 na Universidade do Minho, no Instituto de Investigação em Ciências da Vida e Saúde, Portugal, em 2020 foi professor auxiliar (docente universitário), na Universidade do Minho, no Instituto de Investigação em Ciências da Vida e Saúde, Portugal, no Hospital de Braga começou a sua jornada em 2012 como residente geral, passando para neurologista residente em 2013 e por fim em 2018 como neurologista.

## Contribuições Científicas e Prémios
O seu trabalho "Desvendando os mistérios da suscetibilidade regional do cérebro à neurodegeneração na doença de Alzheimer: da neuropatologia à ressonância magnética cerebral” foi distinguido com o Prémio BIAL de Medicina Clínica em 2024, um dos mais prestigiados prémios na área da medicina em Portugal. Este estudo identificou regiões cerebrais mais suscetíveis à doença, contribuindo para diagnósticos mais precoces e tratamentos mais eficazes.
Em 2022, foi também galardoado com o Prémio Pfizer, atribuído pela farmacêutica homónima em parceria com a Sociedade das Ciências Médicas de Lisboa. Além disso, preside à Sociedade Portuguesa de Neurociências e tem coordenado diversos projetos científicos financiados por entidades internacionais, como Brain & Behavior Research Foundation, nos Estados Unidos.
A sua investigação recente tem demonstrado que diferentes regiões do cérebro são afetadas de forma distinta pelas várias proteínas tóxicas associadas à doença de Alzheimer, permitindo avanços na compreensão da doença e abrindo caminho para novas abordagens terapêuticas. 

## Investigação
A investigação de Tiago Gil Oliveira, intitulada “Desvendando os mistérios da suscetibilidade regional do cérebro à neurodegeneração na doença de Alzheimer: da neuropatologia à ressonância magnética cerebral”, representa um avanço notável na compreensão dos mecanismos que regem a doença de Alzheimer. Nesse estudo, o investigador combinou análises neuropatológicas de cérebros de doentes falecidos, exames de ressonância magnética realizados enquanto os pacientes estavam vivos e estudos em modelos genéticos de ratinhos para mapear, a nível molecular, as vias alteradas e identificar as regiões do cérebro que apresentam uma distribuição heterogênea das proteínas tóxicas, como o beta amiloide e a proteína tau. Segundo os dados obtidos, essas proteínas, que se acumulam de forma diferenciada em áreas específicas do cérebro, são responsáveis pela perda de memória de curto prazo e pela desorientação espacial, sintomas característicos da patologia. A correlação entre os achados microscópicos e as alterações estruturais evidenciadas pela ressonância magnética permite uma melhor compreensão da progressão da doença, sugerindo que o comprometimento neurológico não ocorre de maneira uniforme, mas sim de forma localizada, o que pode explicar as variações clínicas observadas entre os pacientes. Além disso, a utilização de modelos animais possibilitou testar, de forma experimental, o impacto da manipulação das vias moleculares alteradas na aprendizagem e na memória, reforçando o potencial translacional dos resultados para o desenvolvimento de terapias mais direcionadas e personalizadas.
A investigação representa um avanço significativo na compreensão dos mecanismos que regem a neurodegeneração na doença de Alzheimer. Ao demonstrar que a suscetibilidade das regiões cerebrais é heterogênea e correlacionar essas diferenças com dados de ressonância magnética e modelos animais, a pesquisa não só enriquece o conhecimento sobre a patologia, como também pavimenta o caminho para diagnósticos mais precoces e tratamentos mais direcionados. Essa integração de técnicas e o ênfase em abordagens personalizadas são fundamentais para enfrentar um dos maiores desafios da neurociência clínica atual.

## Reconhecimento
O reconhecimento desse trabalho, premiado com 100 mil euros no Prémio BIAL de Medicina Clínica 2024, evidencia não apenas a excelência científica do estudo, mas também a sua relevância clínica ao abrir novas perspetivas para o diagnóstico precoce e o tratamento da doença de Alzheimer.